# 高塔台湾山蜗牛
高塔台湾山蜗牛（学名：Cyclotus adamsi），是中腹足目山蜗牛科Cyclotus属的一种。主要分布于台湾，常栖息在森林下层落叶的中。